# 札幌メディアパーク・スピカ
札幌メディアパーク・スピカ（さっぽろメディアパーク・スピカ　英：Sapporo Media Park "Spica"）は、かつて札幌市中央区北1条西8丁目にあった札幌テレビ放送（STV）所有の大型イベントホール。2000年（平成12年）4月から2008年（平成20年）3月まで8年間営業していた。

## 概要
札幌テレビ放送の開局40周年記念事業の一環として計画され、1996年11月にSTV社内に社屋隣接地でのイベントスペース計画を検討する「札幌メディアパーク（仮称）建設準備室」を設置、その後STV本社に隣接する旧市立札幌病院跡地の一部を活用し、STV創立40周年記念日の1998年4月8日に起工式を実施。札幌メディアパーク構想には地域と結びついた新番組の開発、新イベントの展開、営業活動新企画を行う空間、社業範囲を広げるためのツールとしての位置づけがなされた。
「スピカ」の名称は一般公募によって決められ、本施設のガラス屋根の光輝く様子をおとめ座の一等星「スピカ」の輝きと重ね、おとめ座のモデルとなった豊穣の神デメテルになぞらえ多くの希望や感動の恵みや実りを生み出し共有するイメージ、「SPICA」が万国共通の単語であることから世界各国へ情報を発信するイメージ、「人と人」や「心と心」をメディアを通じて広げる役割を担う情報発信基地のスターのイメージ、21世紀に向けた札幌の新しいシンボルとして夢を大きく膨らませるイメージ、「Sapporo People's International Communication Area」の略から命名された。また2005年（平成17年）ごろからは「STVスピカ」という呼び方もされるようになった。
2000年（平成12年）4月7日に開業。CS放送やインターネットとの連携に対応した映像システムなど、デジタル放送化を見据えた次世代技術も取り入れ開業当時は「テレビ、ラジオに次ぐ第3のメディア」と銘打っていた。開業初年度の2000年度には40以上のイベントが開かれ総計50万人以上が来客した。しかし芸術性を重視した構造により建設費が増加したことや、完成後には小さすぎるステージや中途半端な規模の駐車場面積、ガラス屋根が強風時に展開できず晴天時に窓枠が影を落とすといった欠点が生じ、通常のイベントホールに劣る使い勝手の悪さが災いしてオープン当初より年10億円程度の赤字が続き、STVの経営に強い悪影響をもたらしていたことから、伊坂重孝の相談役退任をもって事業終了へと方針転換する。
2007年（平成19年）3月20日、STV社内での経営戦略会議にて2006年度全イベントでの粗利益の確保の一方で今後の事業収支として当時の収入規模5.2億円で今後も推移した場合でも年3億円の赤字が見込まれることから早期撤退の答申があり2008年3月末までの撤退の方針が承認され、4月にSTVは2008年（平成20年）3月末をもって閉館すると発表。2008年3月9日、イベントホール、駐車場、レストランの営業終了（S-plazaは20日に営業終了）。同年4月、建物の取り壊しを開始して跡地をヤマダデンキに貸与し、2009年（平成21年）6月19日に地上3階建ての「テックランド札幌本店」が開業した。館内にあった大型モニターは、その後門別競馬場に「JBCビジョン」として移されたが2019年に更新され撤去されている。

## 設計
1999年（平成11年）までSTV社長を務めた伊坂重孝の親族である伊坂重春がデザインを担当し、「芸術と自然の共生」をコンセプトに据え、「冬期の雪に影響されない」「人の集うスタジオ機能を持った広場」「季節を感じ風・光・空を感じる場にしたい」との意向から開閉ドーム付きのアリーナ構造とし、また芸術性を重視した構造でガラス屋根や柱などに規格外品を取り入れたことにより総工費は当初想定の10億円規模から50億円程に膨らんだ。
外観は放送局のメディアとしての文化性・公共性と周辺環境を意識しルーチョ・フォンタナ「裂かれたキャンバス」をイメージした半地下・半屋外型の構造とし、建物本体の大半は地中に埋め込まれ周辺は地中から人工地盤を盛り上げる形とし、屋根と周囲の壁面はガラス張りとした。屋根は渡辺邦夫による世界で初めてパターン開閉するシステムを採用し、1辺20mの正三角形のガラスパネル24枚を組み合わせた正六角形で18枚のパネルにシャフトドライブで開閉する機構を組み込み全開時は6つの正三角錐が立ち上がる形とした他一つおきの3つの三角錐や中央部6枚のみや側部12枚のみの開放も可能とし、可変的な外観により内外の関係を曖昧とする志向とした。また手作業の左官仕上げによる擬土も用いて人間的な印象も取り入れた。建物内外にはイサム・ノグチをはじめとした有名芸術家の作品が展示されており、隣接地を買い上げてのイサム・ノグチ作品を展示する公園の建設も構想されていた。

## 施設
- 最大収容人員 2009名
- アリーナ部
  - 周辺部床面積 1,389m2 [2]
  - 最大座席数 1,809席（スタンド896席・アリーナ最大794席・スタンド最上部予備席119席）[2]
  - 大型映像装置「スピカビジョン」（フルカラーLED方式310インチワイド画面 三菱電機製[15]）
  - 組立可動式ステージ（244cm×122cmユニット52台・最大間口1,464cm×奥行き976cm 高さ80cm-120cm）
- 地下駐車場「スピカパーキング」（自走式・128台）[2]
- 屋外彫刻広場 約2500m2[2]

2階
- イタリアンレストラン「カフェ・サルーテ」（80席）[2]

1階
- ロビー（北・南2箇所）
- S-Plaza・STVホール連絡口
- 事務室
- 応接室
- コリドール
- 音響調整室
- 放送映像室
- 調光室
- スタンド席
- 大型搬入路

地下1階
- アリーナ
- ラウンジ
- 地下ロビー
- 大道具倉庫
- 機材倉庫
- 映像調整室
- 控室（10室）
- スタッフルーム
- パントリー（北・西2箇所）
- 駐車場

地下2階
- 駐車場

付帯施設
- STVホール（468席[2] 閉鎖後も現存）
- グッズショップ「S-plaza」（スピカ完成以前は喫茶店だった。スピカキャラクターグッズやSTV番組グッズ等を販売[15]、閉鎖後はイベントスペースとしてラジオ公開放送などに使用していたが2019年に解体された。）

## 開催されたイベント
STV自社イベント
- 野村萬斎スーパー狂言ライブ「Monkeys」（2000年4月7日-8日 こけら落とし公演[9]）[7]「ムツゴロウ」「クローン人間ナマシマ」「王様と恐竜」
- 桂三枝創作落語会
- STVラジオ「ライブスピカ」[16]チャンピオン大会→なまなまライブスピカ
- STVテレビ「1×8いこうよ!」グランドチャンピオン大会[16]
- 日本テレビ系「笑点」公開収録（2000年）
- スピカカレー博覧会[21] - 2003年から2006年と2008年のさっぽろ雪まつりの時期に開催。STVテレビ・ラジオ番組プロデュースを含む限定カレーライスのフードコート形式による販売や、日本各地のご当地レトルトカレーの販売などを展開。
- トミカ博（閉鎖後はアクセスサッポロにて開催）
- スピカスタジアム - コンサドーレ札幌アウェーゲームのパブリックビューイング。
- 大アマゾン冒険博[15]（2000年）
- 幸せを呼ぶ妖精ニッセ展（2000年度）→スピカ北欧伝説 ニッセワンダーランド[15]（2001-2002年度） - 11月から1月に開催。クリスマスシーズンに因みデンマークのクリスマスに欠かせない妖精「ニッセ」をテーマに、ニッセの世界を描いたパノラマ模型の展示や北欧の物産品・クリスマスグッズの販売などを展開。
- 梅垣義明「梅ちゃんの青い王国」ほか
- スピカ恐竜王国（2004）

その他
- ハッスル・ハウス vol.7（2005年5月14日）[22]、vol.8（2005年5月15日）[23]
- 布袋寅泰 HOTEI 25th Anniversary ALL TIME SUPER BEST TOUR（2006年5月23日）[24]
- プロレスリング・ノア札幌大会
- 全日本プロレス札幌大会
- ZERO1-MAX札幌大会
- YOSAKOIソーラン祭り（2001年のみ）[15]
- 美空ひばり13回忌メモリアルコンサート（2001年6月23日）[25]
- 2002 FIFAワールドカップ 開催10都市縦断トロフィーツアー[9]
- 17回忌追悼記念・美空ひばりフィルムコンサート（2005年5月20日）[25]
- メーリング・ドラマ「フレンズ」（2001年10月28日、出演：斉藤由貴、七瀬なつみ[26]）
- ボクシング協栄札幌赤坂ジム主催興行（畠山昌人戦など）
- 第18回世界宇宙飛行士会議（2003年10月）[27]
- 新・人体の不思議展[28]
- 北海道新聞社×ジェイ・ブロード合同会社説明会「就職Revolution 2008」（2007年2月23日）[29]
- CLUB MUSIC FESTA in SPICA 2007（2007年7月13日 - 7月15日、capsule、加藤ミリヤ、SOUL'd OUT、m.c.A・T他が出演[30]）
- 「伊藤真乗の目と手」展（2007年9月8日 - 9月17日）[31]

## SPICA CLUB
本ホールのファンクラブ制度。年会費1050円の18才以上を対象とした一般会員と525円の中高生を対象としたジュニア会員があり、一般会員には札信販「エスコートカード」と提携したVISAまたはJCBのクレジットカード機能付き会員証「スピカカード」が付与された。特典として年4回の会報誌「S-Press」やスピカ開催イベントへの招待や割引価格での優先予約、カフェサルーテ・Sプラザでの割引、STV主催映画試写会への招待、会員限定イベントなどが展開された。2005年3月にはジュニア会員を終了し一般会員のみとなり、スピカ閉鎖とともにクラブ制度も終了、その後スピカカードは通常のエスコートカードと同等として年会費無しで有効期限まで使用可能とした。